# Saint-Mard (Charente-Maritime)
Saint-Mard ist eine französische Gemeinde mit 1.244 Einwohnern (Stand: 1. Januar 2022) im Département Charente-Maritime in der Region Nouvelle-Aquitaine (vor 2016: Poitou-Charentes); sie gehört zum Arrondissement Rochefort und ist Teil des Kantons Surgères. Die Einwohner werden Saint-Mardois genannt.

## Geographie
Saint-Mard liegt etwa 34 Kilometer ostsüdöstlich von La Rochelle in der historischen Region Aunis. Umgeben wird Saint-Mard von den Nachbargemeinden Surgères im Norden und Westen, Saint-Saturnin-du-Bois im Norden, Marsais im Nordosten, Bernay-Saint-Martin im Osten und Südosten, Breuil-la-Réorte im Süden sowie La Devise im Südwesten.

## Bevölkerungsentwicklung
| Jahr                      | 1962 | 1968 | 1975 | 1982 | 1990 | 1999 | 2008 | 2013 |
| Einwohner                 | 948  | 948  | 914  | 935  | 865  | 868  | 1001 | 1173 |
| Quelle: Cassini und INSEE |      |      |      |      |      |      |      |      |

## Sehenswürdigkeiten

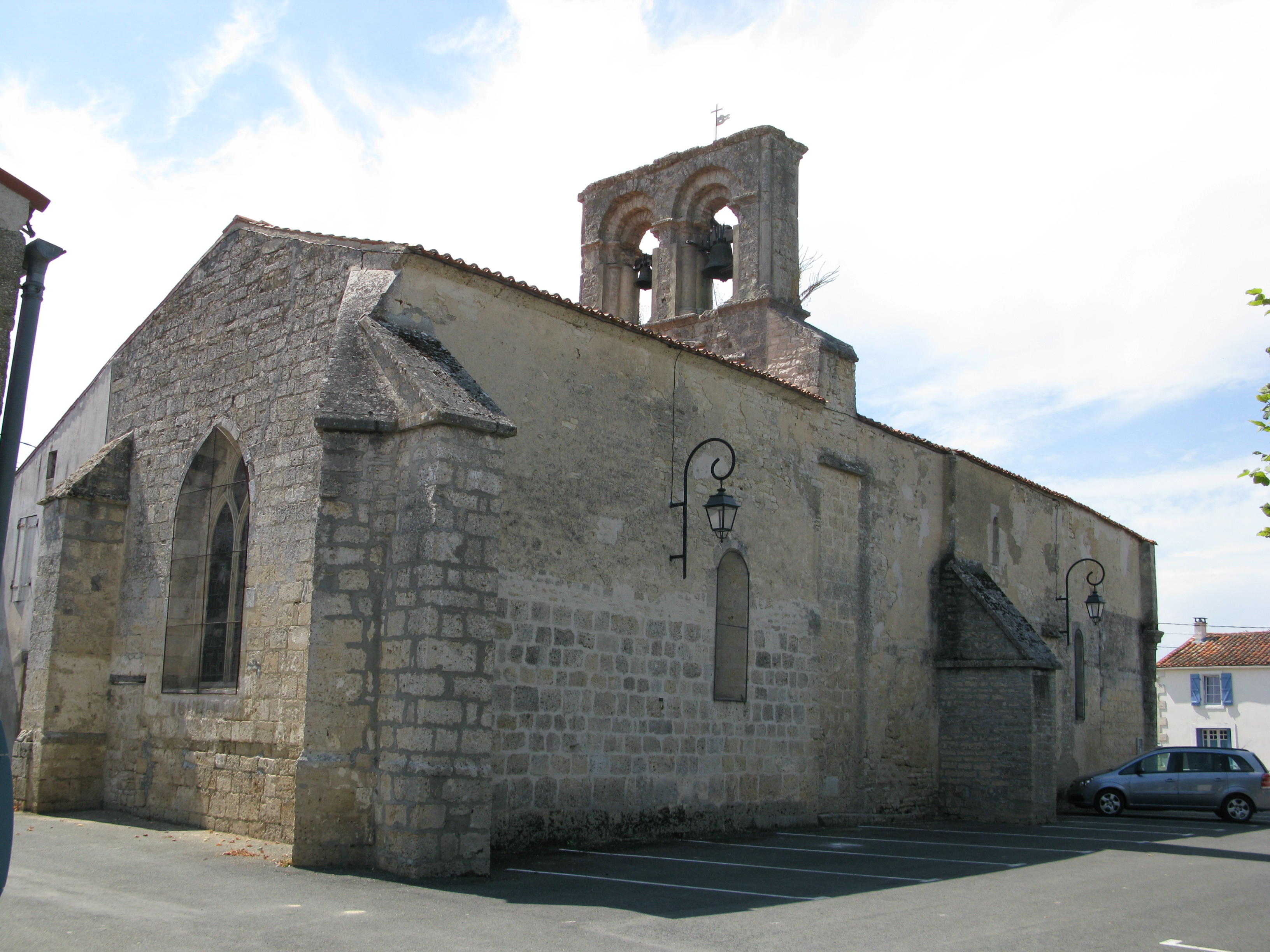
Kirche Saint-Mard

Siehe auch: Liste der Monuments historiques in Saint-Mard (Charente-Maritime)
- Kirche Saint-Médard